# Frankenförder Dorfgraben
Der Frankenförder Dorfgraben ist ein Meliorationsgraben und orographisch rechter Zufluss des Pfefferfließes auf der Gemarkung des Nuthe-Urstromtaler Ortsteils Frankenförde im Landkreis Teltow-Fläming in Brandenburg.

## Verlauf
Der Graben beginnt in einem Waldgebiet, das sich südwestlich des Dorfzentrums an der unmittelbaren Stadtgrenze zu Jüterbog befindet. Er verläuft dort auf einer Länge von rund 810 m in nordöstlicher Richtung und vereinigt sich mit einem weiteren, rund 630 m langen Strang, der aus südsüdöstlicher Richtung zuläuft. Der Hauptstrang fließt anschließend auf rund 710 m in nordnordwestlicher Richtung, zweigt nach Osten hin ab und verläuft auf 600 m in östlicher Richtung. Er erreicht den südwestlichen Rand der Wohnbebauung von Frankenförde; dort fließt ein weiterer, rund 570 m langer Strang von Süden zu. Der Hauptkanal verläuft nun auf einer Länge von rund 680 m westlich der Wohnbebauung. Er zweigt anschließend in nordnordöstlicher Richtung ab, unterquert eine Straße, verläuft entlang eines Feldwegs, unterquert eine Landstraße und entwässert schließlich in das Pfefferfließ.